# Jardín botánico del Pacífico
El Jardín Botánico del Pacífico está ubicado en la zona ecuatorial en la selva tropical húmeda en el pacífico colombiano (Bahía Solano, Chocó). Es un área privilegiada entre el tapón del Darién y las cuencas de los ríos Atrato y San Juan. En ella se encuentra la ecorregión que probablemente tenga la mayor pluviosidad del planeta. En el Chocó se han reportado un total de 838 especies de aves de las cuales 10 son endémias de esta zona; casi el 50% del total de la avifauna de Colombia que es una de las más ricas del mundo.
Esta zona actualmente se encuentra en proceso de deforestación y por consiguiente la pérdida de la flora y la fauna local de gran importancia para el planeta. Dentro del jardín se están reforestando varias hectáreas que fueron taladas tiempo atrás, este proceso se está haciendo con árboles nativos de gran importancia para el ecosistema. 

## Proyectos
- Habilitar un espacio para la protección de la flora y la fauna del choco biogeográfico.
- Recuperar áreas erosionadas y deforestadas.
- Recuperar los manglares y esteros con regeneración asistida.
- Generar un banco de germoplasma para la reproducción y venta de especies nativas y en vía de extinción.
- Habilitar un área para la investigación y exhibición in-situ/ex-situ de las colecciones de plantas de la reserva.
- Crear espacios para la educación, recreación y la sensibilización ambiental en el entorno rural.
- Acondicionar un lugar de paso para la recuperación de animales en cautiverio para liberarlos dentro de la reserva.
- Restaurar el ecosistema de las Tortugas para la incubación de sus huevos y la posterior liberación de la crías.
- Sembrar una huerta autosuficiente que proporcione los alimentos básicos para las personas involucradas en la reserva y las regiones aledañas.
- Establecer una huerta con plantas medicinales para uso personal y para la venta.
- Plantar las especies de palmas que usan las indígenas de la reserva para las artesanías.
- Cabañas para ecoturismo sostenible de bajo impacto dentro de la reserva para el aprovechamiento de esta y sus actividades.

La reserva de vida salvaje y jardín botánico del pacífico es un espacio multifacético, Selva tropical húmeda, manglares, costa, fauna marina gigante, flora exuberante, centro de protección animal, etc.